# タールタン・ベア・ドッグ

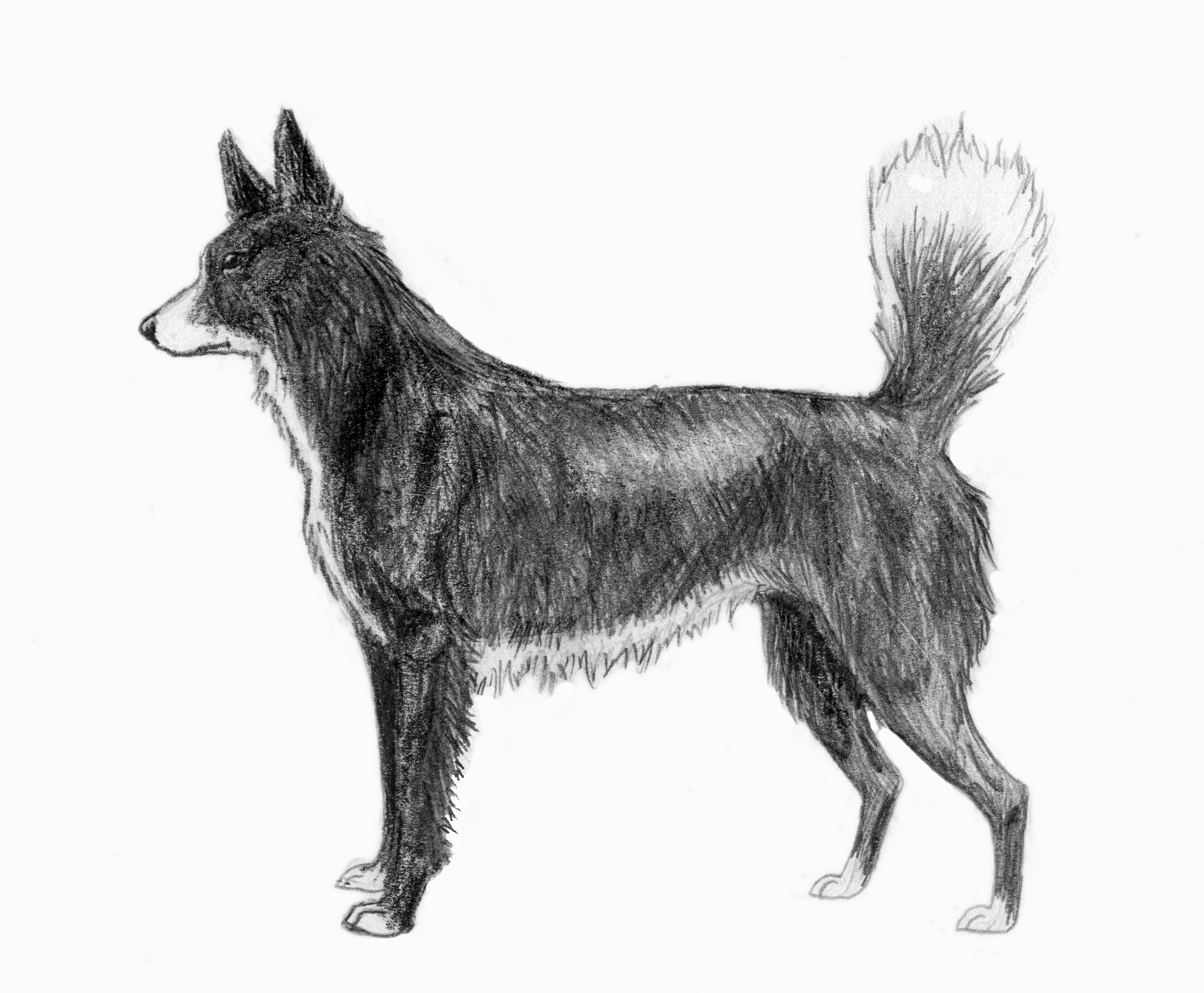
タールタン・ベア・ドッグのイラスト

タールタン・ベア・ドッグ（英：Tahltan Bear Dog）とは、カナダ原産の犬種である。フランス語名はシャン・ドゥル・ド・タールタン（仏：Chen d' Ours de Tahltan）。

## 歴史
紀元前には既に犬種として存在していたと考えられている。タールタン族という先住民によって飼育されていて、猟犬としてグリズリーやオオヤマネコを獲るのに使われていた。狩猟の前には無作為に選ばれた犬が1頭儀式にかけられ、オオヤマネコ猟をする際はそれの鉤爪で犬の顔を引っかき、グリズリー猟をする際にはそれの骨で作った槍で臀部を刺してから狩猟が行われた。この儀式は犬たちのケガを防止するための意味があり、これ以上のケガをさせないという決意表明のような役割もあったといわれている。傷をつけられた犬には部族の女性によって傷薬が塗られ、他の犬と一緒に狩猟に参加した。傷をつけられても犬の狩猟に対するやる気は失われないことがほとんどであり、もし儀式によって傷をつけられ、やる気を失ってしまった場合は村で留守番をさせられた。やる気の喪失、もしくは傷が深いため狩猟に参加する気がなくなったとしても無理に参加させるようなことはせず、処罰も行わずに心と体の傷の回復を待つのがタールタン族流の狩猟のルールである。
狩猟はパックで行われるが、獲物は猟師が見つけ、獲物を発見できるまで犬たちは通気性の良い布袋の中で待機させられる。獲物が発見されると猟師は布袋を開け、犬を放つ。獲物に群がって攻撃を行い、場合によっては逃走する獲物を追い回して疲れさせることも行う。なお、止めは猟師が儀式に則って刺し、持ち帰った獲物は一部犬たちに分け与えられる。
かつてはたくさん飼育されていた犬種であったが、タールタン族の生活環境の変化により狩猟があまり行われなくなり、本種の必要性が低下して頭数が減少し、現在純血の犬は非常に数が少なく絶滅寸前である。しかし、愛され大切にされてきた歴史のある犬種のため絶滅を阻止するための犬種クラブが発足し、生き残った犬やそれの血を引く犬を集めて繁殖を行い、犬種の再生を試みている。なお、カナダ国内でも本種は大切な存在として認知されていて、本種の記念切手も発行されている。

## 特徴
日本犬のようなスピッツタイプの犬種で立ち耳であるが、尾の形は特殊である。鎌のように反り上がっていて、先に行けば行くほど太くなり、尾先は髭剃り用のクリームを点てるために使われるブラシのようにぼさぼさしている。引き締まった体つきで脚は少々短く、コートはショートコート。毛色はブラックかブラック・アンド・ホワイト。体高38cm前後の小型犬で、性格は大人しく愛情深い。熱狂的になるのは狩猟のときのみである。

## 参考
『デズモンド・モリスの犬種事典』デズモンド・モリス著書、福山英也、大木卓訳 誠文堂新光社、2007年